# Richard Covey
Richard Oswalt Covey (1º agosto 1946) è un ex astronauta statunitense.